# ネオショ郡 (カンザス州)
ネオショ郡（英: Neosho County）は、アメリカ合衆国カンザス州の南東部に位置する郡である。2010年国勢調査での人口は16,5121人であり、2000年の16,997人から2.9%減少した。郡庁所在地はエリー市（人口1,150人）であり、同郡で人口最大の都市はシャヌート市（人口9,119人）である。

## 法と政府
ネオショ郡はアルコールを禁じる、すなわち「ドライ」の郡だったが、1986年にカンザス州憲法が修正され、住民は1998年の投票で個人が嗜むアルコール飲料の販売を承認した。ただし、食料販売量の30%までという制限が付いた。

## 地理
アメリカ合衆国国勢調査局に拠れば、郡域全面積は578.02平方マイル (1,497.1 km2)であり、このうち陸地は571.75平方マイル (1,480.8 km2)、水域は6.27平方マイル (16.2 km2)で水域率は1.08%である。

### 隣接する郡
- アレン郡 - 北
- バーボン郡 - 北東
- クロウフォード郡 - 東
- ラベット郡 - 南
- モンゴメリー郡 - 南西
- ウィルソン郡 - 西
- ウッドソン郡 - 北西

## 人口動態

人口ピラミッド

以下は2000年の国勢調査による人口統計データである。
| 基礎データ - 人口: 16,997人 - 世帯数: 6,7039 世帯 - 家族数: 4,683 家族 - 人口密度: 11人/km2（30人/mi2） - 住居数: 7,461軒 - 住居密度: 5軒/km2（13軒/mi2） 人種別人口構成 - 白人: 94.90% - アフリカン・アメリカン: 0.87% - ネイティブ・アメリカン: 0.98% - アジア人: 0.32% - 太平洋諸島系: 0.02% - その他の人種: 1.05% - 混血: 1.86% - ヒスパニック・ラテン系: 2.91% 年齢別人口構成 - 18歳未満: 25.7% - 18-24歳: 8.9% - 25-44歳: 25.4% - 45-64歳: 22.5% - 65歳以上: 17.5% - 年齢の中央値: 38歳 - 性比（女性100人あたり男性の人口） - 総人口: 93.4 - 18歳以上: 91.1 | 世帯と家族（対世帯数） - 18歳未満の子供がいる: 31.5% - 結婚・同居している夫婦: 57.4% - 未婚・離婚・死別女性が世帯主: 8.5% - 非家族世帯: 30.5% - 単身世帯: 27.1% - 65歳以上の老人1人暮らし: 13.8% - 平均構成人数 - 世帯: 2.45人 - 家族: 2.96人 収入と家計 - 収入の中央値 - 世帯: 32,167米ドル - 家族: 38,532米ドル - 性別 - 男性: 26,906米ドル - 女性: 19,387米ドル - 人口1人あたり収入: 16,539米ドル - 貧困線以下 - 対人口: 13.0% - 対家族数: 10.0% - 18歳未満: 17.6% - 65歳以上: 10.6% |

## 都市と町

### 法人化された都市
都市名の後の数字は2010年国勢調査での人口を示す。
- シャヌート, 9,119
- エリー, 1,150 - 郡庁所在地
- セントポール, 629
- セイヤー, 497
- ゲイルズバーグ, 126
- スターク, 72
- アールトン, 55

### その他の町
- キンボール
- レアンナ
- モアヘッド
- オデンス
- ローリン
- ショー
- サウスマウンド
- アーバナ

## 郡区
ネオショ郡は12の郡区に分けられている。シャヌート市は「政治的に独立」と見なされ、下記郡区の数字からは外されている。下表で「人口中心」は最大都市であり、特に大きな数字でなければ、郡区の人口に含まれるものである。

## 教育

### 統一教育学区
- エリー・ゲイルズバーグ USD 101 (Web site)、エリー、ゲイルズバーグ、スターク
- チェロキー USD 247 (Web site)、クロウフォード郡とチェロキー郡の主要部と、ラベット郡とネオショ郡の小部分[7]
- シャヌート USD 413 (Web site)
- チェトパ・セントポール USD 505 (Web site)
- チェリーベイル・セイヤー USD 447 (Web site)